# Isanosaurus
Isanosaurus ist eine Gattung sauropoder Dinosaurier aus der Obertrias von Thailand. Die einzige Art ist Isanosaurus attavipachi. Es handelt sich um einen der ältesten und ursprünglichsten bekannten Vertreter der Sauropoden, damit ist die Gattung für das Verständnis des Ursprungs dieser Gruppe von großer Bedeutung. Die Verwandtschaftsbeziehungen zu anderen sehr frühen Sauropoden, wie Antetonitrus, Blikanasaurus oder Gongxianosaurus, sind ungeklärt.
Isanosaurus wurde 2000 von Forschern um Éric Buffetaut beschrieben. Der Gattungsname (Isan – Isan, Bezeichnung für Nordost-Thailand; gr. sauros – „Echse“) weist auf das Fundgebiet, während der zweite Teil des Artnamens (attavipachi) einen langjährigen Unterstützer der thailändischen paläontologischen Forschung ehrt, den früheren Generaldirektor des thailändischen Ministeriums für Bodenschätze P. Attavipach.

## Merkmale

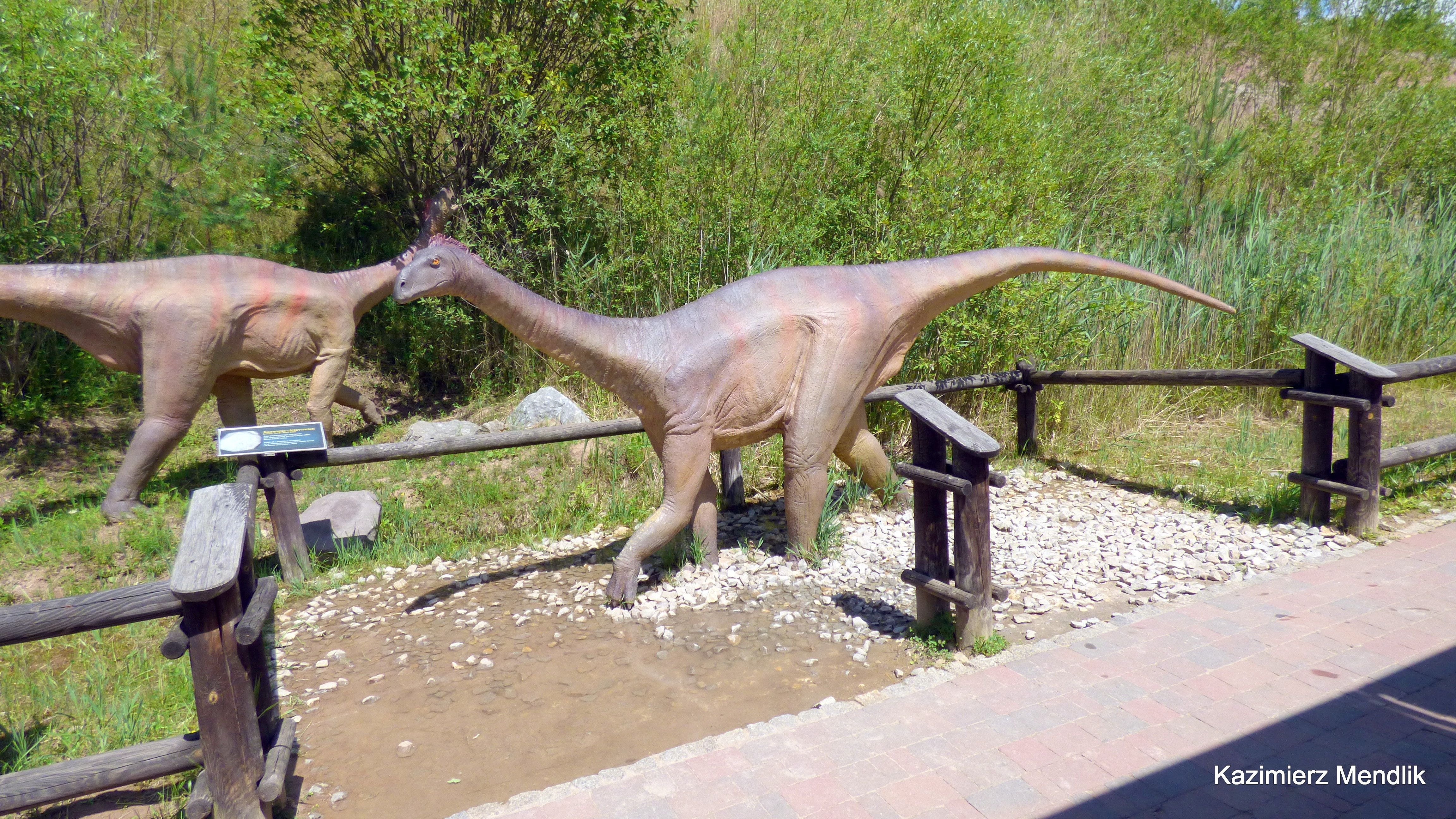
Lebendrekonstruktion im Dinopark Krasiejów

Das einzige Skelett besteht aus fragmentarischen Resten von Hals-, Rücken- und Schwanzwirbeln, Rippen, Chevron-Knochen, einem Brustbein, einem Schulterblatt sowie einem Oberschenkelknochen. Dieses Exemplar wird auf eine Länge von etwa 6,5 Meter geschätzt, der Oberschenkelknochen misst eine Länge von 76 cm. Wirbelkörper und Wirbelbögen wurden jedoch getrennt voneinander vorgefunden, was zeigt, dass diese Elemente noch nicht miteinander verschmolzen waren – es handelte sich folglich vermutlich um ein noch nicht ausgewachsenes Tier.
Die Vorläuferformen der Sauropoden (traditionell als „Prosauropoden“ bezeichnet) waren ursprünglich zweibeinig. Als einer der ältesten bekannten Sauropoden zeigte Isanosaurus jedoch bereits den für alle späteren Sauropoden typischen, an eine vierfüßige Fortbewegung angepassten Körperbau. Die Beine standen säulenartig unter dem Körper: So war der Oberschenkelknochen robust und gerade, während er bei „Prosauropoden“ und bei einem weiteren sehr ursprünglichen Sauropoden (Antetonitrus) noch leicht S-förmig gebogen war. Als Folge der säulenartigen Beine waren außerdem Knochenkämme reduziert, die bei „Prosauropoden“ als Muskelansatzstellen dienten – so fehlt beispielsweise der kleine Trochanter.
Weitere wichtige Merkmale finden sich an den Wirbeln. Die Halswirbel waren deutlich opisthocoel, das heißt mit einer konvexen Vorderseite, die in eine konkave Hinterseite des benachbarten Wirbels passt und somit ein Kugelgelenk bildete. Die Schwanzwirbel dagegen waren amphicoel (beidseitig konkav). Die Dornfortsätze der Rückenwirbel waren sehr hoch, wie bei einigen späteren Sauropoden, und standen im Gegensatz zu den niedrigen Dornfortsätzen der „Prosauropoden“. Die Wirbel waren seitlich konkav; tiefe seitliche Aushöhlungen (Pleurocoele), wie sie spätere Sauropoden zeigten, fehlten jedoch.

## Fund
Das Skelett wurde 1998 in der Nähe des Dorfes Ban Non Thaworn in der thailändischen Provinz Chaiyaphum entdeckt. Die Knochen waren bereits längere Zeit an der Geländeoberfläche exponiert gewesen, weshalb der Großteil des Skeletts bei der Entdeckung bereits durch Erosion zerstört war. Die Fundstelle schließt dunkelrote Sandsteine der Nam-Phong-Formation auf, die auf das Obere Norium bis Rhaetium datiert werden. Die Wirbeltierfauna dieser Formation ist wenig bekannt; im Jahr 2000 war neben Isanosaurus lediglich ein Fund aus zwei Sitzbeinen bekannt. Ob dieser Fund zu Isanosaurus gehörten könnte ist unklar, da im Isanosaurus-Skelett keine Sitzbeine erhalten sind.